# Dictionary of African Biography

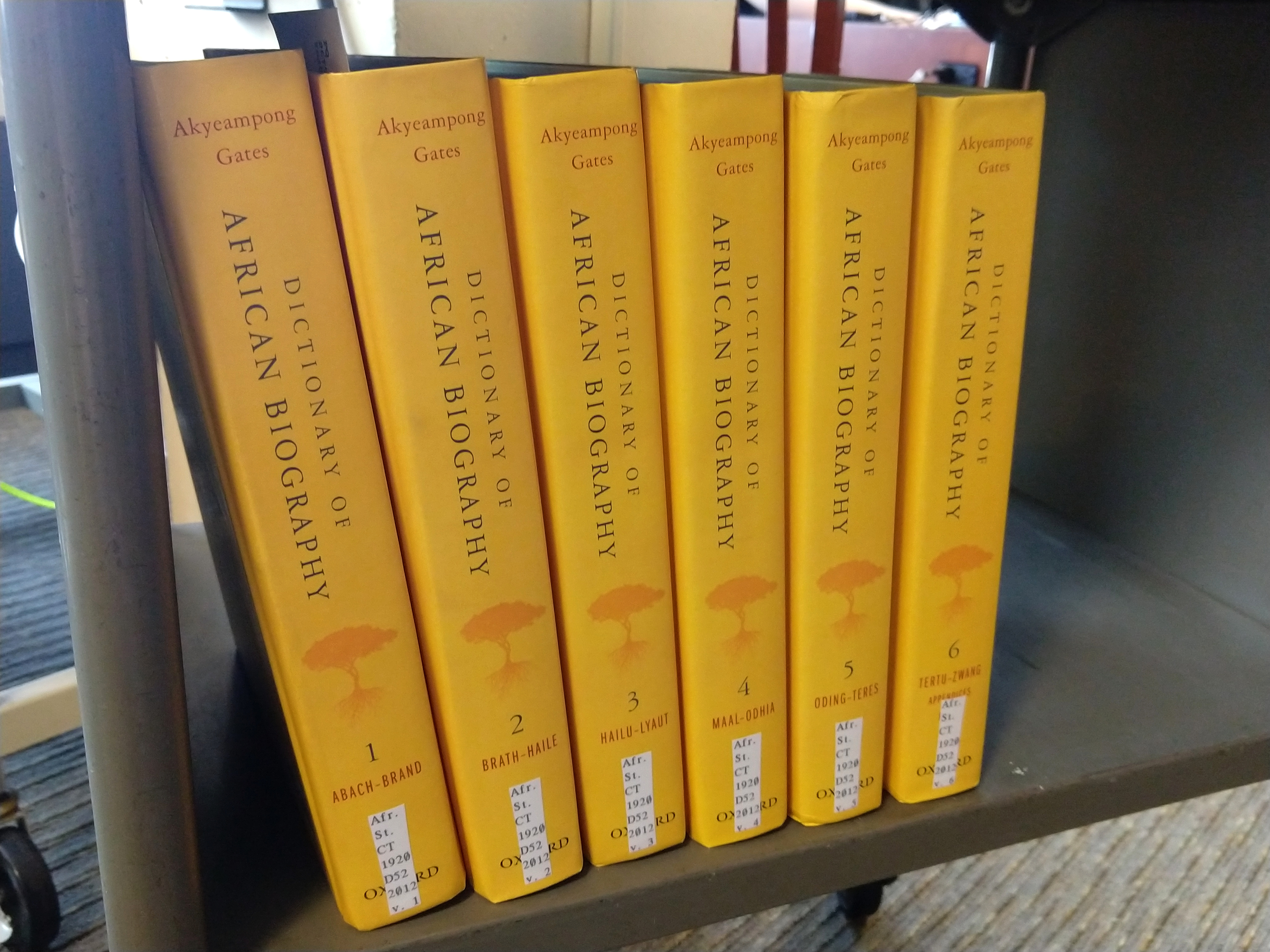
Gedruckte Gesamtausgabe in der Boston University African Studies Library

Das Dictionary of African Biography (DAB) ist ein sechsbändiges Nachschlagewerk afrikanischer Biographien, es umfasst rund 2.100 Einträge. Das von Emmanuel K. Akyeampong und Henry Louis Gates, Jr. herausgegebene Werk wurde 2012 bei Oxford University Press herausgegeben. Es ist auch eine kostenpflichtige Online-Version verfügbar.

## Umfang
Das Werk gilt als eines der ersten und umfassendsten biographischen Nachschlagewerke von Persönlichkeiten des afrikanischen Kontinents, sowohl hinsichtlich des zeitlichen wie geographischen Umfang des Werkes. Es steht damit in Tradition der bereits vorher bei Oxford University Press herausgegebenen Oxford Dictionary of National Biography, American National Biography und African American National Biography. 2013 gewann das Werk die Auszeichnung einer „Outstanding Reference Sources“ der Reference and User Services Association des US-amerikanischen Bibliotheksverbandes.
Ziel der Herausgeber ist es – nachdem mehrere Versuche afrikanische biographische Enzyklopädien in der Vergangenheit zu veröffentlichen scheiterten – 10.000 Biographien von Afrikanerinnen und Afrikanern zu sammeln, die einen bedeutenden Einfluss auf die Geschichte, Werdegang bzw. Gegenwart des Kontinents hatten und haben. Auch nach der Veröffentlichung nehmen die Autoren Vorschläge für Biographien an, diese werden regelmäßig in der Online-Version des Nachschlagewerkes nachgetragen.
Nach eigenen Angaben beschreiben rund 20 Prozent aller Einträge Frauen. Rund 10 Prozent aller Einträge beschreiben Menschen von vor 600 vor Christus, 25 Prozent von vor 1800. Rund 25 Prozent der Einträge beschreiben lebende Menschen. Einen geographischen Schwerpunkt gibt es bei Westafrika (mit 25 Prozent aller Biographien) und Nord- und Ostafrika (25 Prozent). Andere Regionen sind geringer abgedeckt: Südliches Afrika (16 Prozent), Zentralafrika (14 Prozent), Großmaghreb (11 Prozent) und Ostafrika (10 Prozent).

## Bände
Das Nachschlagewerk besteht aus insgesamt sechs Bänden, auf die sich die rund 2.100 Biographien wie folgt aufteilen
- Band 1: Abach–Brand
- Band 2: Brath–Haile
- Band 3: Hailu–Lyaut
- Band 4: Maal–Odhia
- Band 5: Oding–Teres
- Band 6: Tertu–Zwang, sowie Appendix und Index

## Autoren
Die beiden Herausgeber des Werkes, Akyeampong und Gates, Jr., wurden von 15 Fachexperten und -expertinnen unterstützt:
- Stanley M. Burstein (California State University), altes Afrika
- Chouki El Hamed (Arizona State University), Maghreb ab 1800
- Allen Fromherz (Georgia State University), Maghreb vor 1800
- Israel Gershoni (Tel Aviv University), Modernes Ägypten
- Lidwien Kapteijns (Wellesley College), Somalia und Dschibuti
- Ray Kea (University of California, Riverside), Westafrika vor 1800
- Christopher J. Lee (University of North Carolina, Chapel Hill), südliches Afrika
- Paul Lovejoy (York University, Toronto), anglophones Westafrika
- Ghislaine Lydon (University of California, Los Angeles), frankophones Westafrika
- Jonathan Miran (Western Washington University), Äthiopien und Eritrea
- Evan Mwangi (Northwestern University), afrikanische Schriftsteller
- Jeremy Rich (Middle Tennessee State University), Zentralafrika
- Kathleen Sheldon (University of California, Los Angeles), Frauen
- Jay Spaulding (Kean University), nördliches und östliches Afrika
- Thomas Spear (University of Wisconsin–Madison), anglophones Ostafrika

Des Weiteren unterstützte ein Beirat (Advisory Board) die Erstellung und Veröffentlichung des Werkes.

## Bibliographie
- Emmanuel K. Akyeampong, Henry Louis Gates, Junior (Hrsg.): Dictionary of African Biography. 1. Auflage, Band 1 bis 6, Oxford University Press, New York / Oxford 2012, ISBN 978-0-19-538207-5.